# Edward Goschen
Sir William Edward Goschen, I baronetto (Eltham, 18 luglio 1847 – Londra, 20 maggio 1924), è stato un diplomatico inglese.

## Biografia
Era il dodicesimo figlio, sesto figlio maschio, di Wilhelm Heinrich Göschen, originario di Lipsia, e di sua moglie, Henrietta Ohmann. Studiò alla Rugby School e al Corpus Christi College. 
Entrò nel servizio diplomatico nel 1869 e, dopo un periodo iniziale di pochi mesi al Foreign Office britannico, ha lavorato a Madrid, come terzo segretario a Buenos Aires, Parigi, Rio de Janeiro, Costantinopoli, Pechino, Copenaghen, Lisbona, Washington e a San Pietroburgo.

### Ambasciatore a Belgrado
A Goschen è stata offerta la legazione di Belgrado e arrivò in Serbia nel mese di settembre 1899. Rimase in Serbia fino al 1900.

### Ambasciatore a Copenaghen
Anche se non era molto entusiasta della carica conferitagli, Goschen servì come ambasciatore in Danimarca dal 1900 fino al 1905.

### Ambasciatore a Vienna
La nomina di Goschen come ambasciatore in Austria-Ungheria è stato apparentemente fatta per volere di re Edoardo VII.

## Ambasciatore a Berlino
Trovare un successore per Frank Lascelles non è stato facile. Berlino ha chiarito che Sir Arthur Nicolson sarebbe stato inaccettabile come successore e, anche se il permanente Sottosegretario agli Affari Esteri, Charles Hardinge, era inizialmente favorito a Fairfax Cartwright, è stato a sua volta posto il veto da parte dei tedeschi. Alla fine un Kaiser riluttante fu persuaso ad accettare Goschen. 

## Matrimonio
Sposò, il 24 novembre 1874, Harriet Hosta Clarke (?-15 febbraio 1912), figlia di Dario Clarke. Ebbero due figli:
- Sir Edward Henry Goschen (9 marzo 1876-7 agosto 1933), sposò Mary Danneskjold-Samsöe, ebbero quattro figli;
- George Gerard Goschen (9 aprile 1887-29 aprile 1953), sposò Vivienne de Watteville, ebbero due figli.

## Morte
Morì il 20 maggio 1924, a Chelsea, Londra. Durante la prima guerra mondiale, Goschen istituì un fondo di soccorso per i cittadini britannici che vivono ancora in Germania che avevano perso i loro mezzi di reddito e per i prigionieri di guerra britannici in Germania.